# 名探偵・金田一耕助
『名探偵・金田一耕助』（めいたんてい・きんだいちこうすけ）は、テレビ朝日系「土曜ワイド劇場」で放送されたテレビドラマシリーズ。

## 愛川欽也版
1977年10月15日に放送された。サブタイトルは「横溝正史の吸血蛾 美しき愛のバラード」。

### キャスト（愛川欽也版）
- 金田一耕助 - 愛川欽也
- 浅茅文代 - 大空眞弓
- 等々力（警部） - 北村和夫
- 村越徹 - 田村亮
- 中山麻里、小坂一也、ナンシー美紀

### スタッフ（愛川欽也版）
- 原作 - 横溝正史『吸血蛾』
- 脚本 - 横光晃
- 音楽 - 藤家虹二
- 監督 - 高橋繁男
- 制作会社 - テレパック、テレビ朝日

## 小野寺昭版

### キャスト（小野寺昭版）
- 金田一耕助 - 小野寺昭
- 等々力（警部） - 角野卓造（第3作）、秋野太作（第4作）

#### ゲスト
第1作「横溝正史の真珠郎 金田一耕助の愛した女 “怪しい美少年の正体は……”」（1983年）
- 乙骨三四郎 - 夏木勲
- 巡査 - 渡辺篤史
- 真珠郎の母 - 風祭ゆき
- 真珠郎 - 斉藤林子
- 謎の老婆 - 三戸部スエ
- 鵜島の叔父 - 岡田英次
- 鵜島由美 - 真野響子
- 小沢象、中丸信、坂西良太、皆川衆、西沢正代、大谷木洋子、吉原正皓

第2作「名探偵金田一耕助・仮面舞踏会・嵐の夜妖しい女が殺人を呼ぶ!」（1986年）
- 笛小路美沙（笛小路と千代子の娘） - 松原千明
- 川上夏江（槇の元妻） - 白川和子
- 田代信吉（槙の弟子） - 坂西良太
- 飛鳥 - 田中浩二
- 近藤（刑事） - 左右田一平
- 津村真二（千代子の3番目の夫・作曲家） - 清川新吾
- 槇恭吾（千代子の2番目の夫・画家） - 上田耕一
- 笛小路泰久（千代子の最初の夫・元男爵） - 佐原健二
- 刑事 - 北見敏之
- 捜査課長 - 小沢象
- 家政婦 - 音羽久米子
- ウエイトレス - 北川悦吏子
- 飛鳥忠熙（飛鳥産業グループ 会長・千代子の婚約者） - 鈴木瑞穂
- 笛小路篤子（美沙の祖母・美沙と暮らしている） - 荒木道子
- 千代子（女優） - 松尾嘉代
- 浦野真彦、我妻亮、鳥井博

第3作「特別企画 名探偵金田一耕助 三つ首塔 妖しく燃える女相続人の華麗な戦い」（1988年）
- 宮本音禰 - 松原千明
- 佐竹由香利 - 武田久美子
- 岩下史郎 - 江木俊夫
- 鬼川庄七 - 菅貫太郎
- 黒川弁護士 - 庄司永建
- 武内操 - 阿部島成子
- 高頭俊作 - 下塚諒
- 堀井五郎 - 古尾谷雅人
- 武内蝶子 - 高林由紀子
- 高頭明美 - 水原ゆう紀
- 上杉誠也 - 露口茂
- 徳永真人、田浦智之、伊藤昌一、世古陽丸、藤原晋、音羽久米子、小林敦子、滝川昌良、石沢麻衣、水口祥寿

第4作「特別企画 名探偵金田一耕助 “夜歩く女” 呪われた結婚申し込み 首なし死体がふたつ!」（1990年）
- 古神八千代 - 南條玲子（9歳時：増子友美）
- 仙石直記 - 西岡徳馬
- 蜂谷小市 - 加藤善博
- 古神守衛 - 佐藤幸雄
- 織部 - 坂本あきら
- お清 - 伊藤美紀
- お藤 - 小田薫
- 屋代寅太 - 三浦浩一
- お喜多 - 北城真記子
- 妙照 - 谷口香
- 米子 - 小林節子
- 刑事 - 高土新太郎、海東剛哲
- 村の男 - 金丸和久
- 女占師 - 結城美栄子
- 仙石鉄之進 - 内藤武敏
- お柳さま - 松尾嘉代

### スタッフ（小野寺昭版）
- 原作 - 横溝正史（角川文庫版）
- 脚本 - 田坂啓、下飯坂菊馬、佐治乾、猪又憲吾
- 監督 - 田中登、野村孝、山本迪夫
- 企画協力 - 角川春樹事務所
- プロデューサー - 塙淳一（テレビ朝日）、三浦朗
- 制作 - テレビ朝日、にっかつ撮影所

### 本シリーズの金田一像
小野寺昭が演じる金田一耕助は原作に準拠した書生スタイルだが不潔感は無く、どの作品でも何らかの意味でヒロインに慕われる。
- 『真珠郎』では金田一は原作の椎名耕助と由利麟太郎の役回りを兼ねており、鵜藤由美が椎名に（本作では鵜島由美が金田一に）恋したために犯人の計画に狂いが生じるという原作の設定を踏襲している。
- 『仮面舞踏会』では、金田一に恋心を抱いた笛小路美沙が、父親に強姦されたことを含めた全てを服毒自殺する前に金田一に告白する。
- 『三つ首塔』では金田一は川に転落した宮本音禰を助けたことで上杉誠也と親しくなっており、冒頭で上杉は金田一が辞退するだろうという予想を前提に音禰との結婚を勧める。
- 『夜歩く女』では古神八千代がもう少し早く金田一に出会っていれば自分の人生も変わっていたと告白する展開となり、この言動から金田一は八千代が自殺するつもりと判断して行動する。

### 本シリーズの助演者
『真珠郎』『仮面舞踏会』に登場する警察関係者には氏名の設定が無い。『三つ首塔』『夜歩く女』には共に等々力警部が登場するが、同一人物ないし同一キャラクタには演出されていない。なお、『三つ首塔』の等々力警部は横浜の山下警察署に所属しているが、『夜歩く女』の等々力警部は東京での蜂屋狙撃事件と新潟県での一連の殺人事件の両方を担当していて所属が不明である。
等々力警部以外には複数の作品に跨って登場する人物の設定は無い。

### 放送日程
| 話数 | 放送日         | サブタイトル                                                                  | 原作           | 脚本       | 監督     | 視聴率 |
| ---- | -------------- | ----------------------------------------------------------------------------- | -------------- | ---------- | -------- | ------ |
| 1    | 1983年10月08日 | 横溝正史の真珠郎 金田一耕助の愛した女 “怪しい美少年の正体は……”                | 『真珠郎』     | 田坂啓     | 田中登   | 14.9%  |
| 2    | 1986年10月04日 | 名探偵金田一耕助・仮面舞踏会 嵐の夜妖しい女が殺人を呼ぶ!                      | 『仮面舞踏会』 | 下飯坂菊馬 | 野村孝   | 18.0%  |
| 3    | 1988年07月02日 | 特別企画 名探偵金田一耕助 三つ首塔 妖しく燃える女相続人の華麗な戦い           | 『三つ首塔』   | 佐治乾     | 野村孝   | 19.8%  |
| 4    | 1990年09月01日 | 特別企画 名探偵金田一耕助 “夜歩く女” 呪われた結婚申し込み 首なし死体がふたつ! | 『夜歩く』     | 猪又憲吾   | 山本迪夫 | 16.4%  |